# رامینگشتاین
رامینگشتاین (به آلمانی: Ramingstein) یک منطقهٔ مسکونی در اتریش است که در ناحیه تامسوگ واقع شده‌است. رامینگشتاین ۹۴٫۱۳ کیلومتر مربع مساحت دارد ۹۷۰ متر بالاتر از سطح دریا واقع شده‌است.